# Lenka Kulovaná
Lenka Kulovaná (* 25. Oktober 1974 in Ústí nad Labem) ist eine ehemalige tschechische Eiskunstläuferin, die für die Tschechoslowakei und Tschechien im Einzellauf startete.
Lenka Kulovaná startete für USK Praha.

## Ergebnisse
| Meisterschaft/Jahr      | 1990 | 1991 | 1992 | 1993 | 1994 | 1995 | 1996 | 1997 | 1998 |
| ----------------------- | ---- | ---- | ---- | ---- | ---- | ---- | ---- | ---- | ---- |
| Olympische Winterspiele |      |      | 11.  |      | 13.  |      |      |      | 18.  |
| Weltmeisterschaften     |      | 15.  |      | 10.  | 16.  |      | 16.  | 16.  | 15.  |
| Europameisterschaften   | 17.  | 6.   | 5.   | 11.  |      |      | 13.  | 11.  |      |